# 湖西のみち
- 街道をゆく > 甲州街道、長州路ほか > 湖西のみち

『湖西のみち』（こせいのみち）は、司馬遼太郎の紀行文集『街道をゆく』の第1巻第1章。「週刊朝日」の1971年1月1日号から1月21日号に連載された。「近江からはじめましょう」という司馬のことばで「街道をゆく」シリーズがはじまった。司馬の小説でも近江は重要な舞台となっている。訪れた時期は1970年、粉雪の舞う季節。近江は第24巻の『近江散歩』でも取り上げられた。

## 対象地域および行程など
- 対象地域

滋賀県（近江）の琵琶湖西岸
- 登場する同行者
  - 編集部のH（橋本申一）
  - 菅沼晃次郎（滋賀県の民俗研究家）
  - 須田剋太

- 全行程

大津→穴太（あのう）→坂本→堅田→真野→北小松→白鬚神社→安曇→青柳→朽木渓谷→野尻→市場→岩瀬→興聖寺
大津から北小松までが大津市、白鬚神社以降は高島市に所在する。
- 関連する司馬作品
  - 国盗り物語
  - 歴史を紀行する・近江商人を創った血の秘密

## 楽浪の志賀 - さざなみのしが -
かつて琵琶湖南西岸をこのように読んだ。

### 話題
- 湖西の風土（モダン墓地化した京や大和と対比）
- 大和権力の視力はせいぜい静岡県あたりまで
- 湖東と湖西の対比。平野があり交通量の多い湖東に比べ、湖西は人煙が稀れでさびしい地域である。
- 民俗学の講演会（昭和24年頃、柳田國男と折口信夫）
- 古墳が朝鮮式。渡来人の入植
- 新羅と楽浪は同義（新羅王が北斉から「楽浪郡公新羅王」の称をもらう）
- 小松漁港の舟の減少
- 戦国時代に穴太の黒鍬（土木工事技術者）が諸国で活躍（広辞苑）
- 穴太の里の歴史の古さ（延喜式）。成務帝のころ都があった。（志賀高穴穂宮）

### 行程
| 大津           | |
| \|             | 菅原と落ち合う。旅のスタート。新羅神社                                                                            |
| 穴太（あのう） | |
| \|             | 穴太の黒鍬。志賀高穴穂宮                                                                                          |
| 坂本           | |
| \|             | 叡山という一大宗教都市の首都。楽浪の志賀。最澄の出身地。円珍                                                      |
| 堅田           | |
| \|             | |
| 真野           | |
| \|             | |
| 北小松         | |
| \|             | 漁港。菜を洗う老婦人。漁師。モロコ漁。伊藤姓の家（琵琶湖水軍の大将）。 古代安曇族。紅殻格子。暗渠（ショウズヌキ） |
| 白鬚神社       | |
| \|             | 猿田彦。新羅 |
| （安曇）       | |

### 登場人物
- 歴史上の人物
  - 最澄
  - 円珍
  - 新羅の王の第24代真興王
  - 織田信長
  - 豊臣秀吉
  - 成務天皇
  - 卑弥呼
  - 天智天皇
- 話題になった人物
  - 鳥越憲三郎（民俗学の講演会の幹事）
  - 須田国太郎
- 市井の人
  - 京都の寺で拝観料をとっている婦人
  - 菜（大根）を洗う老婦人
  - 漁師

### 地名
- 日本

近江/霞ヶ浦/美濃/駿河/遠江/浜名湖/琵琶湖/余呉湖/賎ヶ岳/馬場町/比良山/高麗津/玄界灘/安曇/韓崎/和邇/安土
- 朝鮮

楽浪/平壌/大同江

### 書名
- 広辞苑
- 延喜式
- 後漢書

## 湖西の安曇人

### 話題
- 日本民族のルーツ（日本人の祖形）
- 朝鮮語
- 明治時代以後の朝鮮人に対する偏見
- 万葉集の防人の歌
- 奥里将建の「日本語系統論」
- 縄文時代の文化と弥生時代の文化
- 日本的思想（たとえば浄土教）と日本的美意識（たとえば茶道）のルーツ
- 福岡県糟屋郡阿曇郷
- 本居宣長の「古事記伝」
- 安曇人（安曇海人の神話）
- 宇佐、高良、磯賀という九州の大社
- 北九州との地名の一致>安曇、青柳（中江藤樹の生誕地）、志賀
- 伊吹山

### 行程
| 安曇         |
| \|           |
| 青柳         |
| \|           |
| （朽木渓谷） |

### 登場人物
- 歴史上の人物
  - 新井白石
  - 中江藤樹
- 話題になった人物
  - 金達寿

## 朽木渓谷

### 話題
- 街道とは空間的存在と同時に時間的存在である。
- 桶狭間の戦い
- 長篠の戦い
- 朝倉氏攻略（敦賀に集結し、木ノ芽峠を越え、越前平野へ）
- 浅井氏の裏切り
- 織田信長の朽木街道での退却。近世をまねきよせた信長の機略
- 大久保彦左衛門の「三河物語」
- 木下藤吉郎が殿軍（しんがり）
- 松永久秀の一生の悲哀
- 信長が朽木元綱に出合って驚く場面（武家事紀）
- 朽木氏のその後

### 行程
| 朽木渓谷 |                                        |
| \|       | 安曇川                                 |
| 野尻     |                                        |
| \|       | 朽木中学校に朽木氏の館跡               |
| 市場     |                                        |
| \|       | よろず屋があかあかと灯をつけている光景 |
| （市場） |                                        |

### 登場人物
- 歴史上の人物
  - 織田信長
  - 徳川家康
  - 浅井長政
  - お市の方
  - 上杉謙信
  - 楠木正成
  - 西郷隆盛
  - 木下藤吉郎
  - 松永久秀
  - 三好長慶
  - 足利義輝
  - 朽木元綱
  - 朽木稙綱
  - 足利義晴

### 書名
- 三河物語
- 武家事紀

## 朽木の興聖寺

### 話題
- 川（river）の話（ナイル川と鴨川、三条大橋にて）
- 渤海国からの朝貢
- 浦島伝説
- 安全保障に無感覚な日本人
- 日本の海外進出（秀吉と明治以後）
- 渤海国を滅ぼした契丹
- 古街道（若狭湾、敦賀-木ノ本-京、奈良）
- 花折峠から岩瀬へ
- 観光化されていない足利義晴の流寓の地の趣のよさ
- 興聖寺の読経（日没偈）
- 細川氏に圧迫され、興聖寺に流寓した足利義晴と、その枯山水の庭園

### 行程
| 市場   |                                            |
| \|     | 朽木の杣が集まってくる様子、溝のある風景   |
| 岩瀬   |                                            |
| \|     | 曹洞宗興聖寺。足利義晴の流寓の地。旅の終点 |
| 興聖寺 |                                            |

### 登場人物
- 歴史上の人物
  - 豊臣秀吉
  - 足利義晴
- 話題になった人物
  - カイロ大学の総長
  - カイロ大学の医学部長
  - 重森三玲先生（造庭家）
- 市井の人
  - キコリの風体をした神主
  - よろず屋の女性
  - ミセス・コバヤシ（英語通訳）
  - 山から降りてきた村人（興聖寺について尋ねる）
  - 興聖寺の荒れた庭園で遊ぶ子供たち十人ばかり
  - 興聖寺の老婦人
  - 興聖寺の御住持・森泰翁
  - 興聖寺の洞翁師（老婦人のご主人）

## 参考資料
1. ↑  学研全訳古語辞典（学研）